# Kimono My House
Kimono My House (Quimono mi casa literalmente en español) es el tercer álbum de estudio de la banda estadounidense-británica  de rock Sparks, lanzado en mayo de 1974 por Island. El álbum es considerado su álbum cumbre y combina varios subgéneros del rock como el glam y el art, fusionándolo con el pop de la época.
En el 2020 el álbum fue incluido en la lista de los 500 mejores álbumes de todos los tiempos de la revista musical Rolling Stone, ocupando el puesto 476.

## Portada
La cubierta del disco muestra a dos mujeres vestidas con quimonos, detrás de un fondo verde claro. Las mujeres eran miembros de una compañía japonesa de danza, que estaba de gira por Reino Unido en esos días.
La mujer de la izquierda está maquillada de forma exagerada, similar al kabuki. Tiene las manos sobre sus mejillas y mira al suelo con sus ojos abiertos en exceso. Su kimono es azul celeste y tiene algunas formas de color rosado claro.
La mujer de la derecha es Michi Hirota. Sostiene un abanico rojo y se apoya sobre sus caderas. Su kimono es blanco con motivos varios en sus mangas y la parte inferior del kimono. Hirota prestó su voz para el tema It's No Game (Part 1) del álbum Scary Monsters de David Bowie, de 1980.